# Зернелі
Зернелі (азерб. Zərnəli) — село у Зангеланському районі Азербайджану.
Село розміщене приблизно за 80 км на південь від міста Лачин.
20 жовтня 2020 було звільнено військами Азербайджану під час нового етапу війни в Нагірному Карабасі.